# Мальвазія

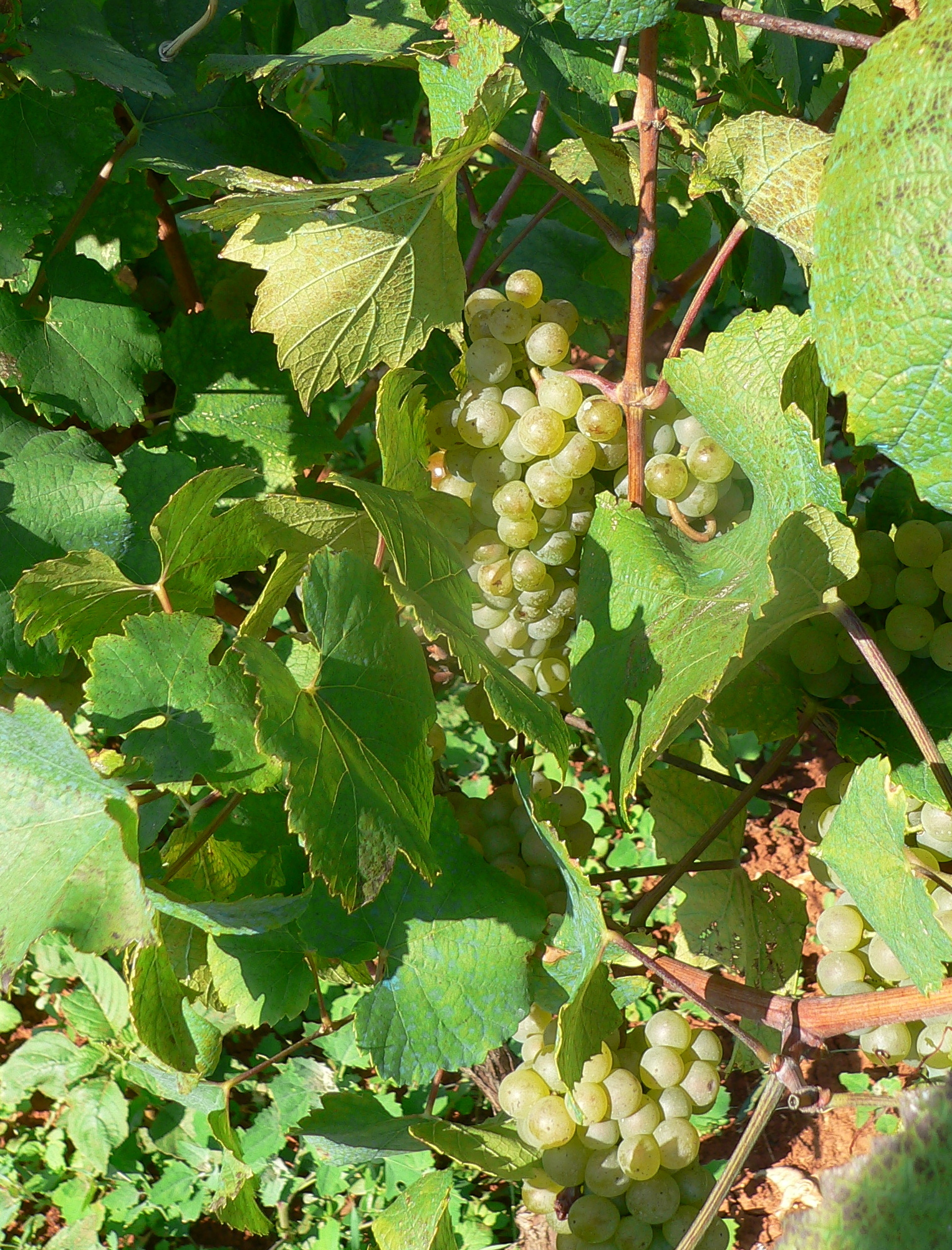
Виноград сорту Мальвазія

Мальвазія (Malvasia) — сімейство сортів винограду, поширених в середземноморському регіоні, обробляється в Італії, Іспанії, Португалії, Франції та Швейцарії, а також на острові Мадейра. Походить зі Стародавньої Греції та був поширений на островах Егейського моря. Крім білих, в сімейство входять також червоні варіанти (мальвазія нера). Ягоди середнього періоду дозрівання, середнього розміру, округлі, покриті тонкою щільною шкірочкою золотисто-жовтого кольору з коричневими крапками або цятками. Досить стійкий до грибкових захворювань.

## Назви сортів по регіонах
- Бурбуленк (Bourboulenc) і Клеретт (Clairette) — сорти, оброблювані в долині Рони.[1]
- Верментіно (Vermentinu) — основний сорт білого винограду на Корсиці.[2]
- Мальмсі (Malmsey) — під цією назвою Мальвазія обробляється на Мадейрі.

## Вина з винограду сорту Мальвазія

### Грецька Мальвазія

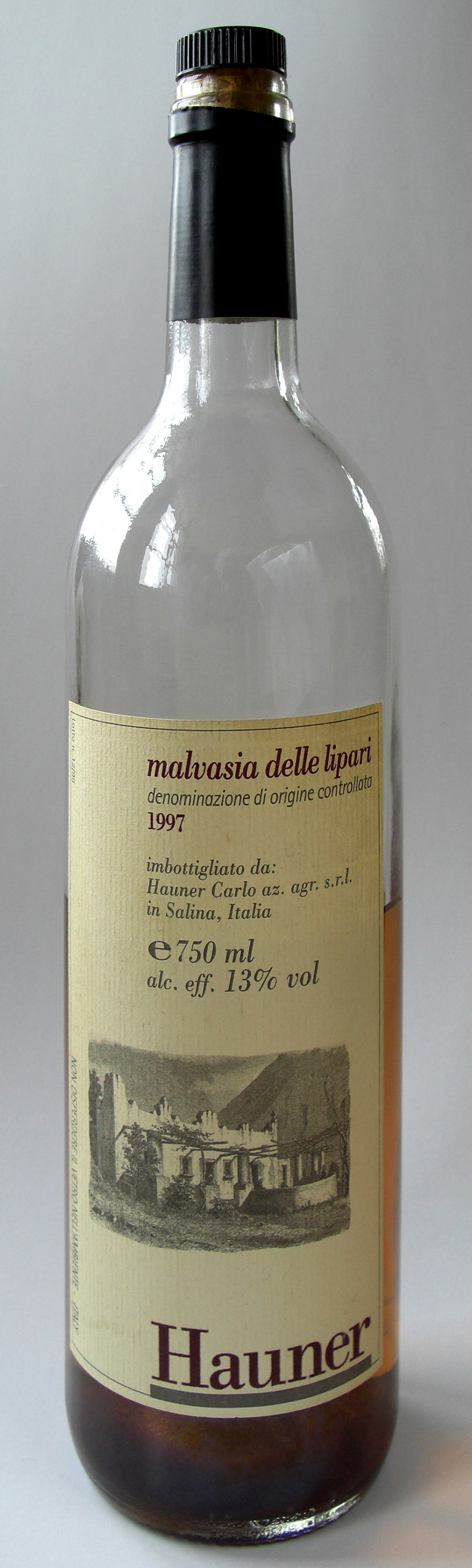
Пляшка мальвазії

Мальвазія (абомальмазія) — солодке лікерне грецьке вино з винограду з такою ж назвою. Виділяється незвичайним приємним солодким смаком і букетом. Виготовляється з ретельно відібраних ягід, які збираються в кілька прийомів, в міру дозрівання, причому вищий сорт цього вина, який має назву pigno, виходить легким пресуванням винограду, з якого після ще кількох пресувань, виготовляють інший сорт мальвазії — mosto.
Спершу мальвазією називався сорт грецького вина, який виготовляли біля міста Монемвасія (звідси й назва) на узбережжі Лаконії. Пізніше його стали виготовляти на всьому півострові Пелопоннес, на Кіпрі, Криті, Самосі та інших грецьких островах Егейського моря. Починаючи з XVIII століття з'явилася тенденція поширювати цю назву на всі солодкі грецькі вина.

### Мадера Мальвазія
Мальвазія (Malvasia ) або Мальмсі (Malmsey) — найсолодший вид Мадери (кріпленого вина, що виготовляється на острові Мадейра). Мадера з такою назвою повинна не менш ніж на 85 % виготовлятися з однойменного винограду.

### Каталонський сорт
Знана в Каталонії з початку XIV століття. Легенда свідчить, що солдат флоту Альмогаверів під командуванням Роджера де Флора привіз стебло мальвазії зі східного Середземномор'я. Але вже в хроніці (1325) Рамона Мунтанера згадується її назва, цінність і походження. Її широко вирощували та експортували з часів середньовіччя до появи філоксери. Оскільки мальвазія схильна до плісняви та інших хвороб, її вирощування зараз значно скоротилося, але вина, виготовлені з неї, як і раніше, високо цінуються у всьому світі.
Цей сорт зараз вирощують лише в сільській місцевості Сітжеса та його околиць. Виноградне сусло після бродіння перетворюється на ароматний, солодкий напій з високим вмістом алкоголю, який зазвичай п'ють після святкувань та ксатонади. Проте його також використовують у приготуванні різних м'ясних страв, таких як качина грудка з родзинками або свинячі рисаки. Його незвичайний букет є результатом різних факторів: близькість до моря, пізній збір врожаю, а також значний вміст алкоголю і кислотність вина.
Мальвазія де Сітжес є офіційним сортом виноградної лози в DOP Пенедес і Каталонії.

## Мальвазія на Русі
На Русі мальвазія з'явилася в X столітті, після хрещення, як один з церковних предметів — нею причащали в православному обряді. Тоді вона була дуже дорогою і поза церковних обрядів вживалася рідко. З часом імпорт цього вина збільшився, до того ж мальвазією почали вважати й солодкі вина, вироблені в Болгарії і Молдова. Це значно знизило ціну і сприяло більш широкому вживанню цього вина.
В XVI столітті в Великому князівстві Литовському мальвазія вже вважалася одним з традиційних алкогольних напоїв, про це згадує Іван Мелешко у своєму виступі на сеймі.